# Tristani Mosakhlishvili
Tristani Mosakhlishvili, también conocido como Tato Mosakhlishvili (31 de diciembre de 1997), es un deportista español de origen georgiano que compite en judo.
Ganó una medalla de bronce en el Campeonato Mundial de Judo de 2024, en la categoría de –90 kg. Además, en 2023 obtuvo dos podios en el Grand Slam, oro en Astaná y plata en Abu Dabi.
Logró un diploma olímpico en los Juegos Olímpicos de París 2024, tras caer derrotado en el combate por el bronce.
Nació en Georgia, pero reside desde joven en Vigo. En enero de 2022 obtuvo la nacionalidad española.

## Palmarés internacional
| Campeonato Mundial | Campeonato Mundial | Campeonato Mundial | Campeonato Mundial |
| Año                | Lugar              | Medalla            | Categoría          |
| ------------------ | ------------------ | ------------------ | ------------------ |
| 2024               | Abu Dabi (EAU)     | Medalla de bronce  | –90 kg             |